# Doyen de Blackburn

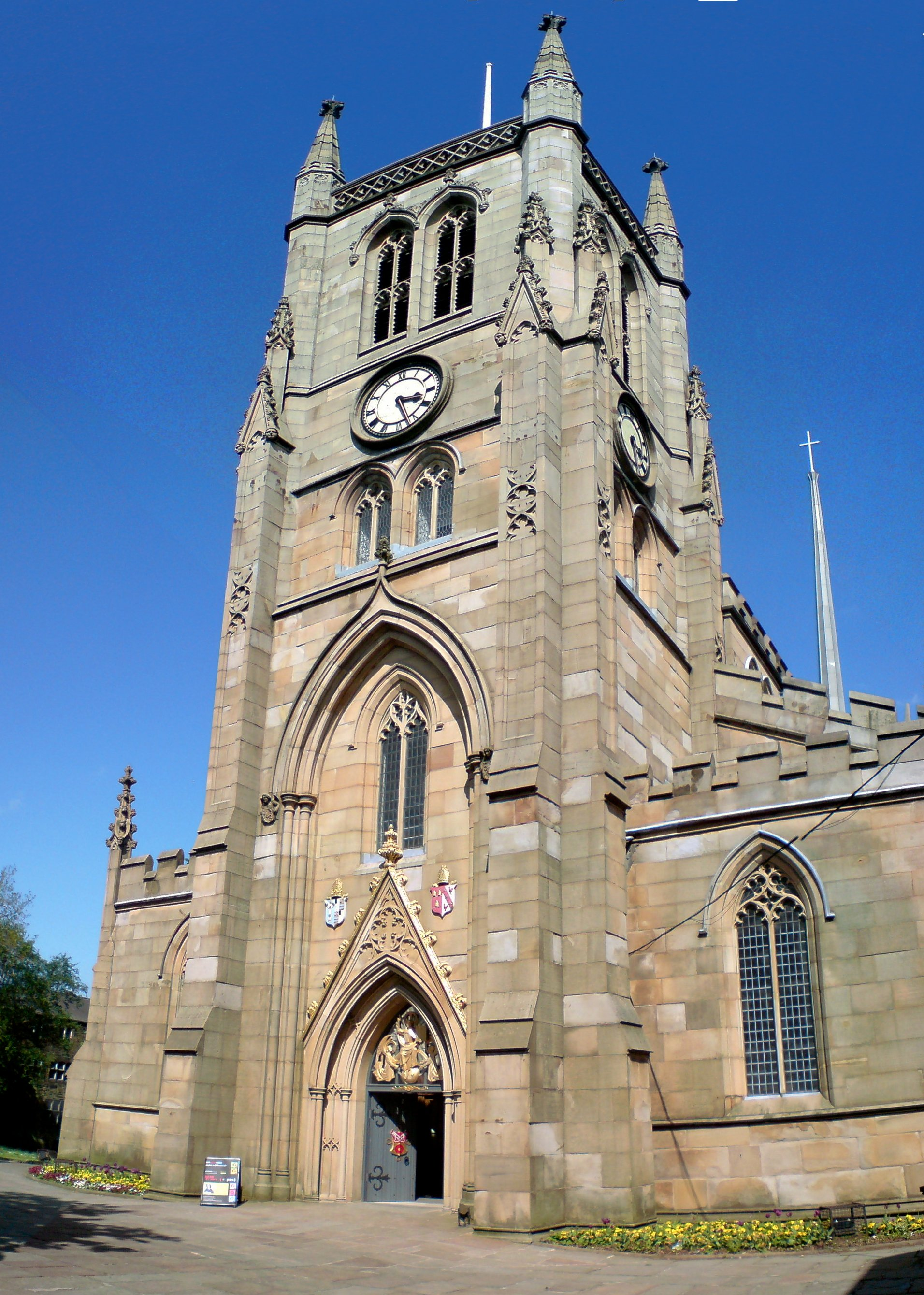
Cathédrale de Blackburn

Le doyen de Blackburn (Dean of Blackburn en anglais) est le président primus inter pares du chapitre de chanoines qui dirige la Cathédrale de la Sainte-Vierge-Marie de Blackburn (dont le nom complet est Cathedral Church of Blackburn St Mary the Virgin with St Paul). Avant 2000, le poste était dénommé provost, ce qui était alors l'équivalent d'un doyen dans la plupart des cathédrales anglaises. La cathédrale est l'église mère du diocèse de Blackburn et le siège de l'évêque de Blackburn. Le doyen actuel est Peter Howell-Jones.

## Liste des doyens
| - 1931–1936: John Sinker - 1936–1961: William Kay - 1961–1972: Norman Robinson - 1973–1992: Lawrence Jackson - 1992–2000: David Frayne (devenu Doyen) | - 2000–2001: David Frayne (précédemment Provost) - novembre 2001–17 juin 2016 (res.): Christopher Armstrong - 2016-2017 (acting): Philip North, Évêque suffragan de Burnley - 25 mars 2017-présent: Peter Howell-Jones |